# Бафало Соупстон (Аљаска)
Бафало Соупстон (енгл. Buffalo Soapstone) насељено је место без административног статуса у америчкој савезној држави Аљаска.

## Демографија
По попису из 2010. године број становника је 855, што је 156 (22,3%) становника више него 2000. године.
| Група             | 2000.       | 2010.       |
| Белци             | 619 (88,6%) | 712 (83,3%) |
| Афроамериканци    | 2 (0,3%)    | 14 (1,6%)   |
| Азијати           | 3 (0,4%)    | 4 (0,5%)    |
| Хиспаноамериканци | 11 (1,6%)   | 27 (3,2%)   |
| Укупно            | 699         | 855         |